# Циганд
Циганд (угор. Cigánd) — місто на північному сході Угорщини в медьє Боршод-Абауй-Земплен. Розташоване за вісімдесят кілометрів від столиці медьє — міста Мішкольц. Населення — 3225 чоловік (2001).